# Juanfer Andrés
Juan Fernando Andrés, más conocido como Juanfer Andrés (Socuéllamos, Ciudad Real, 1975) es un guionista, editor y director de cine español. Desde 1999 ejerce también de profesor de realización cinematográfica en el Instituto del Cine de Madrid.

## Biografía
A finales de los años 90 estudia Guion y Dirección de Cine en la Escuela de Cine Septima Ars, en Madrid. donde conoce a Esteban Roel. 
En 2011, junto a Esteban Roel, rodó el cortometraje 036 escrito por Andrea Gómez y protagonizado por Carolina Bang y Tomás del Estal, una crítica paródica en clave de western sobre las dificultades de un autónomo para tratar con la burocracia en España. 
En 2012, con motivo del 10º aniversario del grupo musical Canteca de Macao, se encarga de la realización de 10 videoclips musicales conmemorativos sobre otros tantos temas de la formación.
En 2014, de nuevo junto a Esteban Roel, escribió y dirigió su primer largometraje Musarañas producido por Pokeepsie Films, compañía propiedad de Álex de la Iglesia y Carolina Bang, y protagonizado por Macarena Gómez, Hugo Silva, Nadia de Santiago y Luis Tosar. La película ha recibido tres nominaciones a los Premios Goya de 2014 incluyendo mejor actriz, mejor peluquería/maquillaje y mejor director novel.

## Premios y nominaciones
XXIX edición de los Premios Goya
| Categoría             | Películas | Resultado |
| --------------------- | --------- | --------- |
| Mejor dirección novel | Musarañas | Nominado  |

70.ª edición de las Medallas del Círculo de Escritores Cinematográficos
| Categoría           | Películas | Resultado |
| ------------------- | --------- | --------- |
| Director revelación | Musarañas | Ganador   |